# Heinrich von Arx

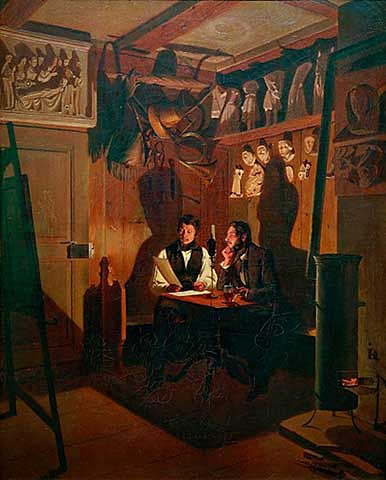
Heinrich von Arx mit dem Malerfreund Rudolf Durheim, um 1839

Heinrich von Arx (* 12. September 1802 in Bern; † 30. Januar 1858 ebenda) war ein Schweizer Maler, Herausgeber humoristischer Blätter, Zeichner und liberaler Karikaturist.

## Leben
Heinrich von Arx wurde am 12. September 1802 in Bern, nach einer anderen Quelle in Olten, als Sohn des Oltner Schuhmachers Heinrich von Arx geboren. Zunächst beabsichtigte er, ein Medizinstudium zu absolvieren, verlegte sich aber bald auf eine künstlerische Tätigkeit. Quellen zur künstlerischen Ausbildung fehlen. Diskutiert wird ein Unterricht durch den gleichaltrigen, ebenfalls aus Olten stammenden Freund Martin Disteli. Nach einigen Versuchen in der Ölmalerei wendete er sich der Zeichnung und insbesondere der politischen Karikatur zu. Als Medium bevorzugte er die Lithographie. Ab 1836 war er erster Zeichenlehrer von Frank Buchser. Heinrich von Arx arbeitete ab 1838 für den Neuen Berner Kalender, herausgegeben von Jeremias Gotthelf, dann ab 1840 bis Anfang der 1850er Jahre für das humoristische und satirische Feuilleton Der Gukkasten, dessen Mitherausgeber er war. Weiter arbeitete er redaktionell und als Zeichner ab 1845 für den Solothurner Postheiri. Einige seiner Karikaturen wurden auch in den Fliegenden Bättern in München veröffentlicht. 1849 schuf er Illustrationen für die Phantasien im Berner Kornhauskeller von Adrian von Arx. Von 1851 bis 1852 zeichnete er für den von Arthur Bitter herausgegebenen Schweizerischen Charivari. In seinen letzten Lebensjahren erblindete Heinrich von Arx und verstarb völlig mittellos am 30. Januar 1858 in Bern.
In seinem Nachruf in der Berner Zeitung vom März 1858 wird sein künstlerisches Talent gewürdigt, dem leider ein gewisser phlegmatischer Zynismus entgegenstanden habe.